# Inscripción kutila de Bareilly
La inscripción kutila de Bareilly es una inscripción en alfabeto kutila (कुटिल लिपि) que se remonta al año 992, la misma es un trozo de evidencia crucial para rastrear las raíces comunes de los alfabetos devanagari y bengalí del norte y este de India respectivamente del predecesor el alfabeto gupta. La inscripción fue encontrada en el distrito de Bareilly en la Provincias Unidas de Agra y Oudh (actualmente Uttar Pradesh). La inscripción indica que fue creada por un artesano de Kannauj quien era "hábil en el uso del alfabeto kutila". También se indica la fecha en que se realizó la inscripción, Vikram Samvat 1049, que corresponde al año 992 DC.
La palabra kutila (कुटिल) significa torcido en sánscrito, y se cree que la denominación hace referencia a las formas curvas de las letras kutila, que son distintas de las líneas rectas propias de las letras de los alfabetos  Brahmi y Gupta.